# 日本新八景
日本新八景（にほんしんはっけい、也稱日本八景）是八個有代表性的日本名勝，1927年由大阪每日新聞社、東京日日新聞社贊助，鐵道省支持下投票選出。從未選入八景的景勝地之中，又選定日本二十五勝、日本百景。

## 列表
- 海岸：室戶岬（高知縣） - 田山花袋
- 湖沼：十和田湖（青森縣、秋田縣） - 泉鏡花
- 山岳：温泉岳（雲仙岳）（長崎縣） - 菊池幽芳
- 河川：木曾川（愛知縣） - 北原白秋
- 溪谷：上高地（長野縣） - 吉田絃二郎（日语：吉田絃二郎）
- 瀑布：華嚴瀧（栃木縣） - 幸田露伴
- 溫泉：別府溫泉（大分縣） - 高濱虛子
- 平原：狩勝峠（日语：狩勝峠）（北海道） - 河東碧梧桐

（注）部門：景勝地（所在地） - 紀行作者
| 室戶岬 | 十和田湖 | 雲仙岳 | 木曾川 |

| 上高地 | 華嚴瀧 | 別府温泉 | 狩勝峠 |